# Ieremiivka, Rozdilna
Ieremiivka (în ucraineană Єреміївка, în germană Bischofsfeld) este un sat în comuna Rozdilna din raionul Rozdilna, regiunea Odesa, Ucraina. Satul a fost locuit de germanii pontici.

## Demografie
Componența lingvistică a localității Ieremiivka
     Ucraineană (96,87%)
     Română (1,74%)
     Alte limbi (1,21%)
Conform recensământului din 2001, majoritatea populației localității Ieremiivka era vorbitoare de ucraineană (96,87%), existând în minoritate și vorbitori de română (1,74%).